# Scorpiops kubani
Espèce
Synonymes
- Euscorpiops kubani Kovařík, 2004

Scorpiops kubani est une espèce de scorpions de la famille des Scorpiopidae.

## Distribution
Cette espèce est endémique de la province de Phongsaly au Laos,.

## Description

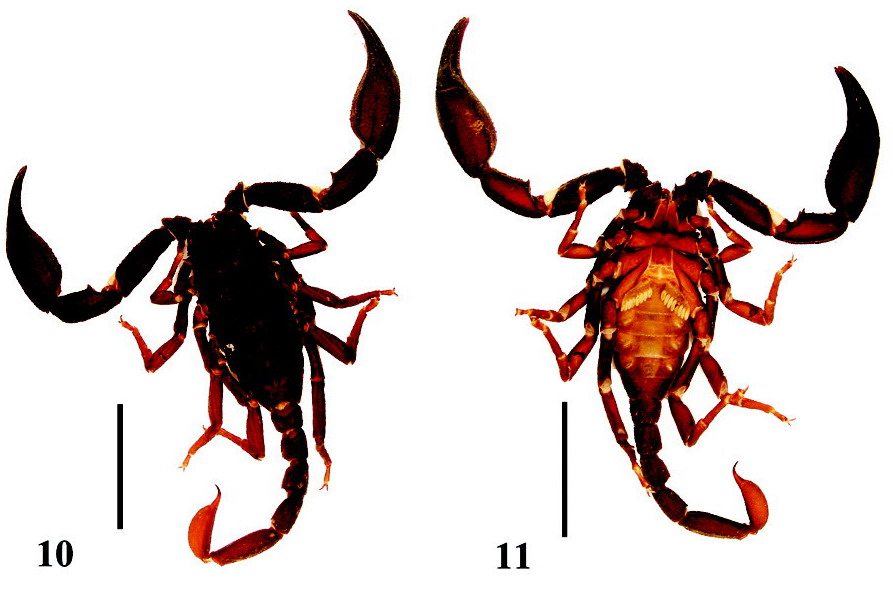
Scorpiops kubani ♂

Le mâle holotype mesure 39 mm et la femelle paratype 43,6 mm.

## Systématique et taxinomie
Cette espèce a été décrite sous le protonyme Euscorpiops kubani par Kovařík en 2004. Elle est placée dans le genre Scorpiops par Kovařík, Lowe, Stockmann et Šťáhlavský en 2020.

## Étymologie
Cette espèce est nommée en l'honneur de Vít Kubáň.

## Publication originale
- Kovařík, 2004 : « Euscorpiops kubani sp.nov. from Laos (Scorpiones, Euscorpiidae, Scorpiopinae). » Acta Musei Moraviae, Scientiae biologicae (Brno), vol. 89, p. 13-18 (texte intégral).